# Czarna (województwo lubuskie)
Czarna – (niem. Zahn) wieś w Polsce położona w województwie lubuskim, w powiecie zielonogórskim, w gminie Zabór.
W latach 1975–1998 miejscowość administracyjnie należała do województwa zielonogórskiego.
Pierwsze wzmianki o istnieniu pochodzą z 1736.
W XX w. w Czarnej mieściła się szkoła, zajazd, sklep i dzwonnica, której ślady można znaleźć do dziś. Przy drodze do Dąbrowy, można znaleźć cmentarz ewangelicki.

## Demografia
Liczba mieszkańców miejscowości w poszczególnych latach:
| Rok  | Ilość mieszkańców |
| ---- | ----------------- |
| 1998 | 132               |
| 2002 | 132               |
| 2009 | 133               |
| 2011 | 139               |
| 2021 | 159               |